# Brita Næss

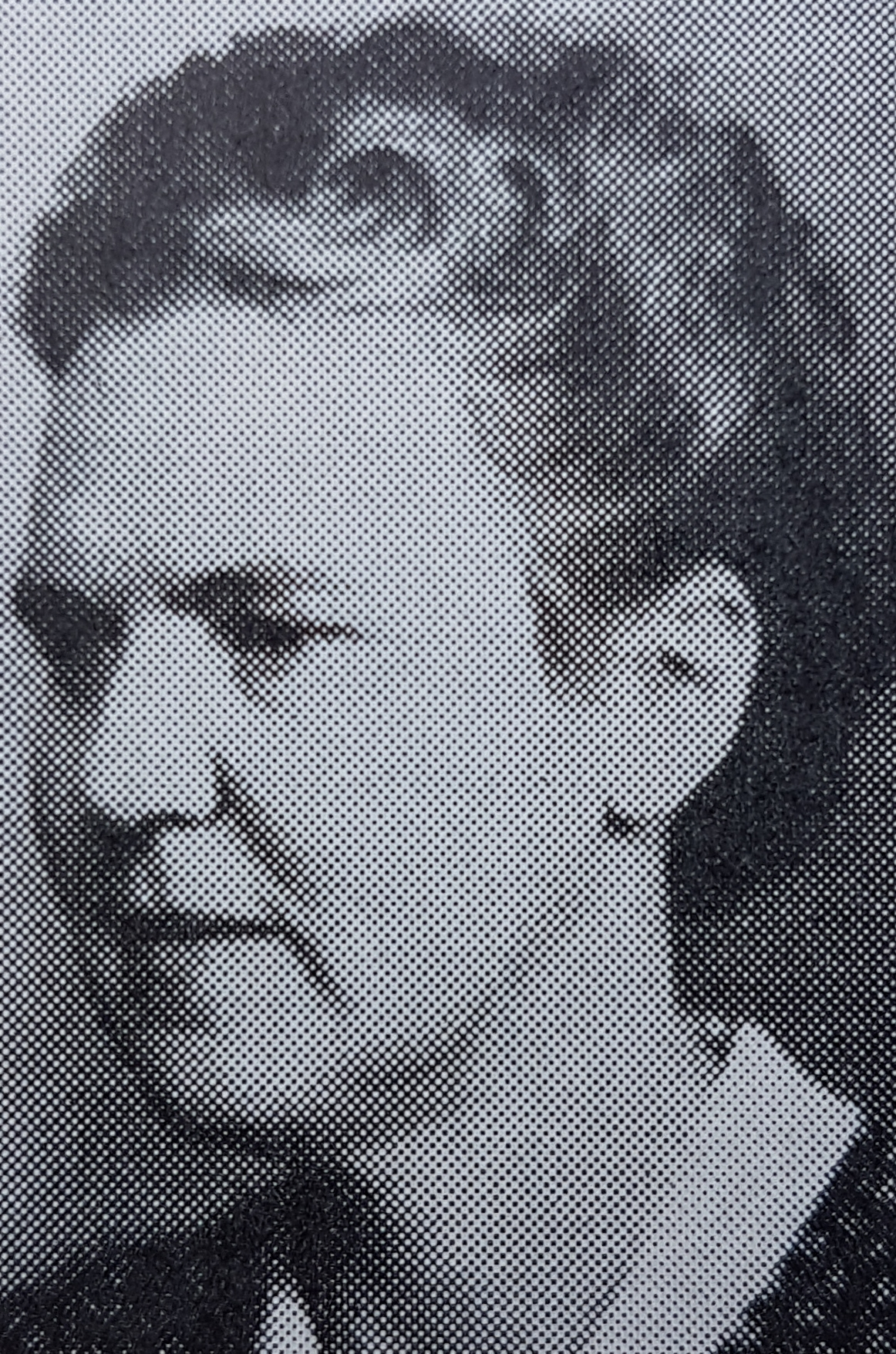
Brita Hansdotter Næss

Brita Hansdotter Næss, född 8 juli 1901 i Stockholm, död 1965, var en svensk målare.
Hon var dotter till grosshandlaren Hans Tönnes Næss och Emmy Elisabeth Palm. Næss studerade vid Konsthögskolan 1921-1927 och tilldelades den hertliga medaljen 1925 och den kungliga medaljen 1927. Därefter företog hon studieresor till Italien och Frankrike. Separat ställde hon ut på bland annat Gummesons konsthall 1930 och på Konstnärshuset 1935. Tillsammans med Ragnhild Nordensten ställde hon ut i Västerås 1939 och hon medverkade i samlingsutställningar med Sveriges allmänna konstförening, Riksförbundet för bildande konst och Svenska konstnärernas förening. Hennes konst består av porträtt, blomsterstilleben, arkitekturmotiv och landskap. Næss är representerad vid Stockholms stadsmuseum och Västerås konstmuseum.